# Norman Ferguson
Pour les articles homonymes, voir Ferguson.
Norman Ferguson est un animateur et réalisateur américain né le 2 septembre 1902 à Brooklyn (New York) et mort le 4 novembre 1957 à Los Angeles, Californie.

## Biographie
Après des études publicitaires au Pratt Institute, il entre comme cameraman aux studios d'animation Paul Terry en 1920, avant d'en devenir un des principaux animateurs. Il est engagé aux studios Disney en 1929 et commence à travailler sur les courts métrages des Silly Symphonies et de la série Mickey Mouse. Il anime entre autres le Grand méchant loup des Trois Petits Cochons (1933).
Très inspiré par les comiques du vaudeville américain, il compense des lacunes en tant que dessinateur par un sens du rythme et de l'observation qui confère aux personnages qu'il anime un réalisme et une psychologie novateurs. Dans Mickey patine (1935), Ferguson anime la scène avec Pluto tentant de patiner. Il fixe les caractéristiques et le jeu d'expressions du personnage, qui seront repris ultérieurerement par tous les autres animateurs. Son animation de la séquence de Pluto jongleur (1934) dans laquelle Pluto est aux prises avec un papier tue-mouche est considérée encore aujourd'hui comme « un chef-d'œuvre de l'animation ».
Il est ensuite intégré à l'équipe de production du premier long-métrage des studios, Blanche-Neige et les Sept Nains (1937), et est responsable du personnage de la sorcière pour laquelle il s'inspire de l'acteur Lionel Barrymore. Selon Frank Thomas et Ollie Johnston, il a été choisi pour superviser l'animation du film aux côtés de Hamilton Luske, Fred Moore et Vladimir Tytla en raison de sa « maîtrise de la mise en scène ». Sur Pinocchio (1940), il anime les personnages de Grand Coquin et Gédéon.
Surnommé « Fergy » par ses collègues, il développe également plusieurs techniques d'animation dont le « chevauchement de l'action » (« overlaping action »), consistant à faire bouger les différentes parties du corps d'un personnage à différentes vitesses ce qui lui confère plus de fluidité, ou l'utilisation de brouillons (roughs) dans l'élaboration des scènes plutôt que de dessins finalisés, formant ainsi une nouvelle génération d'animateurs. Parmi ses assistants, on compte John Lounsbery qui deviendra dans la décennie suivante l'un des Nine Old Men.
Au début des années 1940, Walt Disney décide de l'écarter de l'animation pure pour lui confier la supervision  (ce qui correspond à la réalisation) de séquences sur des longs-métrages. Il est ainsi responsable de la Danse des heures dans Fantasia et la Marche des éléphants roses dans Dumbo. Superviseur de production sur  Saludos Amigos (1942), il réalise Les Trois Caballeros (1945) puis supervise l'animation de Cendrillon, Alice au pays des merveilles et Peter Pan. Peter Pan est la dernière participation de Norman Ferguson à un film de Disney. Il quitte les studios en 1953, se sentant dépassé par l'évolution des techniques d'animation, selon John Canemaker. Jeff Lanburg indique qu'il prend sa retraite le 24 janvier 1954. Il meurt en novembre 1957 des complications d'un diabète à l'âge de 55 ans.
Un court documentaire lui a été consacré, Fergie, le copain de Pluto (Pluto's Pal Fergy), présent comme bonus dans la compilation DVD Les Trésors de Walt Disney : Pluto, l'intégrale (1931-1947).

## Filmographie

### Comme animateur
- 1930 : Cannibal Capers
- 1930 : Frolicking Fish
- 1930 : Arctic Antics
- 1930 : Midnight in a Toy Shop
- 1930 : Nuit (Night)
- 1930 : Monkey Melodies
- 1930 : Winter
- 1930 : Les Joueurs de Pan (Playful Pan)
- 1930 : Symphonie enchaînée (The Chain Gang)
- 1931 : Woody goguenarde (Birds of a Feather)
- 1931 : Les Chansons de la mère l'oie (Mother Goose Melodies)
- 1933 : Les Trois Petits Cochons (Three Little Pigs)
- 1934 : Le Gala des orphelins (Orphan's Benefit)
- 1935 : Mickey patine (On Ice)
- 1937 : Les Quintuplés de Pluto (Pluto's Quin-puplets)
- 1939 : Pique-nique sur la plage (Beach Picnic)
- 1937 : Blanche-Neige et les Sept Nains
- 1940 : Pinocchio
- 1950 : Cendrillon
- 1951 : Alice au pays des merveilles
- 1953 : Peter Pan : responsable de la chienne Nana

### Comme réalisateur
- 1940 : Fantasia - séquence  de la Danse des heures
- 1941 : Dumbo - séquence  de la Marche des éléphants roses
- 1941 : Le Camarade de Pluto (Pluto's Playmate)
- 1942 : Saludos Amigos
- 1944 : Les Trois Caballeros (The Three Caballeros)